# بيولتيلو
بيولتيلو Pioltello، مدينة إيطالية في مقاطعة ميلانو بإقليم لومبارديا، وتقع على بعد حوالي 14 كم شمال شرق مدينة ميلانو. عدد سكانها 32337 ومساحتها 13.1 كيلومتر مربع.

## السكان
في سنة 1861 بلغ عدد السكان 2٬724 نسمة، وتطور العدد ليصل في سنة 2011 لـ 35٬066 نسمة.
يظهر هذا المخطط البياني تطور النمو السكاني لـ بيولتيلو